# Bisalto (pa)
Els bisaltos, bisartos o bisalticos són panets salats amb forma de mitja corona, típics d'Aragó, i en particular de Calataiud, Almunia i Tarassona. Es fan amb pasta de pan candeal i acompanyen els menjars i berenars aragonesos.

## Característiques
Conté farina panificable suau (~W130), aigua, pasta mare, llevat i sal. La seva peculiar forma de ferradura lobular li dona el nom, puix que «bisalto» és en aragonès la beina del tirabeque (mena de pèsol). No és estrany de sentir també bisaltico, agregant el diminutiu aragonès -ico, equivalent al -ito o -illo de la resta d'Espanya.
El bisalto es forma amb una tira allargada la qual és seccionada longitudinalment, la qual cosa li forneix un doble bisell. Perpendicular a això s'hi practiquen nombrosos talls que formen una espècie de roda dentada.
La pasta dels bisaltos és una pasta bregada o candeal, la qual s'aconsegueix mitjançant successives maurades en una bregadora, i d'aquesta forma s'obté una pasta prou dura per a modelar-la i donar-li formes estranyes. Segons l'autor i forner Ibán Yarza, el bisalto aragonès «és una de les manifestacions més septentrionals del pan candeal, en la zona de Saragossa, on rep el nom de pan macerado o amacerado». De la pasta candeal també se'n diu «masa metida en harina» ('pasta posada en farina').